# Bokywere
Bokywere is een gemeente (commune) in de regio Ségou in Mali. De gemeente telt 15.400 inwoners (2009).
De gemeente bestaat uit de volgende plaatsen:
- Boky-Wéré
- Kanabougou
- Kononga
- Kouna
- Macina-Wéré
- Namsiguio
- Nassiguila
- Niamana
- Oulan
- Rassogoma
- Rimassa
- Sossebougou
- Tomy
- Tougan-Coura